# Communauté de communes Chabris - Pays de Bazelle
La communauté de communes Chabris - Pays de Bazelle est une communauté de communes française, située dans le département de l'Indre, en région Centre-Val de Loire.

## Historique
- 1975[3] : création du SIVOM du Pays de Bazelle.
- 15 décembre 1992[2] : création de la communauté de communes du Pays de Bazelle.
- Février 2009[3] : l’assemblée communautaire a souhaité modifier sa dénomination afin d’affirmer sa position géographique.
- 11 juin 2009[3] : la communauté de communes devient « Chabris – Pays de Bazelle ».
- 1er janvier 2016[4] : création de la commune nouvelle de Val-Fouzon, à la suite du regroupement des communes de Parpeçay, Sainte-Cécile et Varennes-sur-Fouzon.

## Territoire communautaire

### Géographie
La communauté de communes se trouve dans le nord du département et dispose d'une superficie de 249,60 km2.
Elle s'étend sur 10, communes du canton de Valençay.

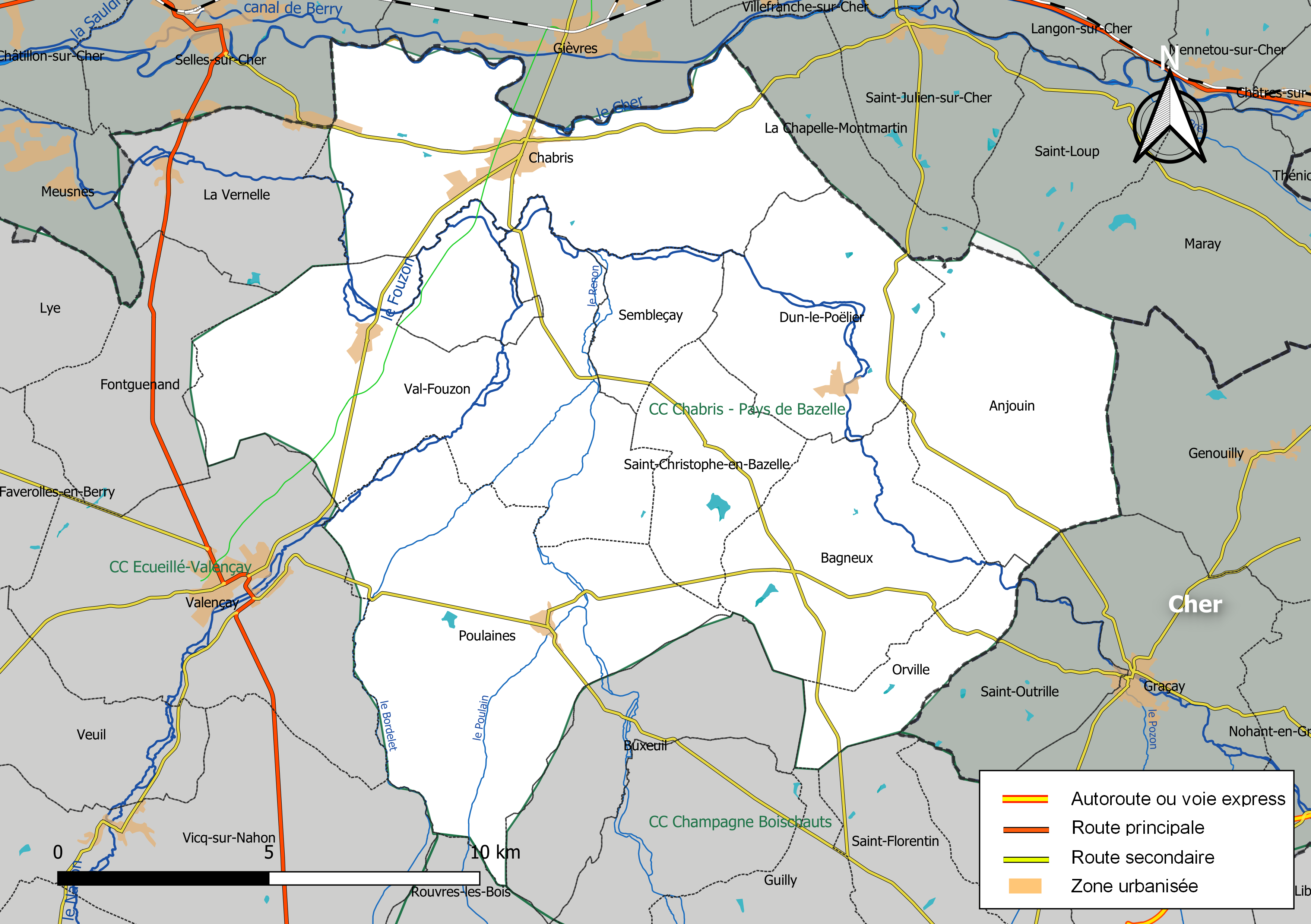
Carte de la communauté de communes Chabris - Pays de Bazelle au 1er janvier 2019.

### Composition

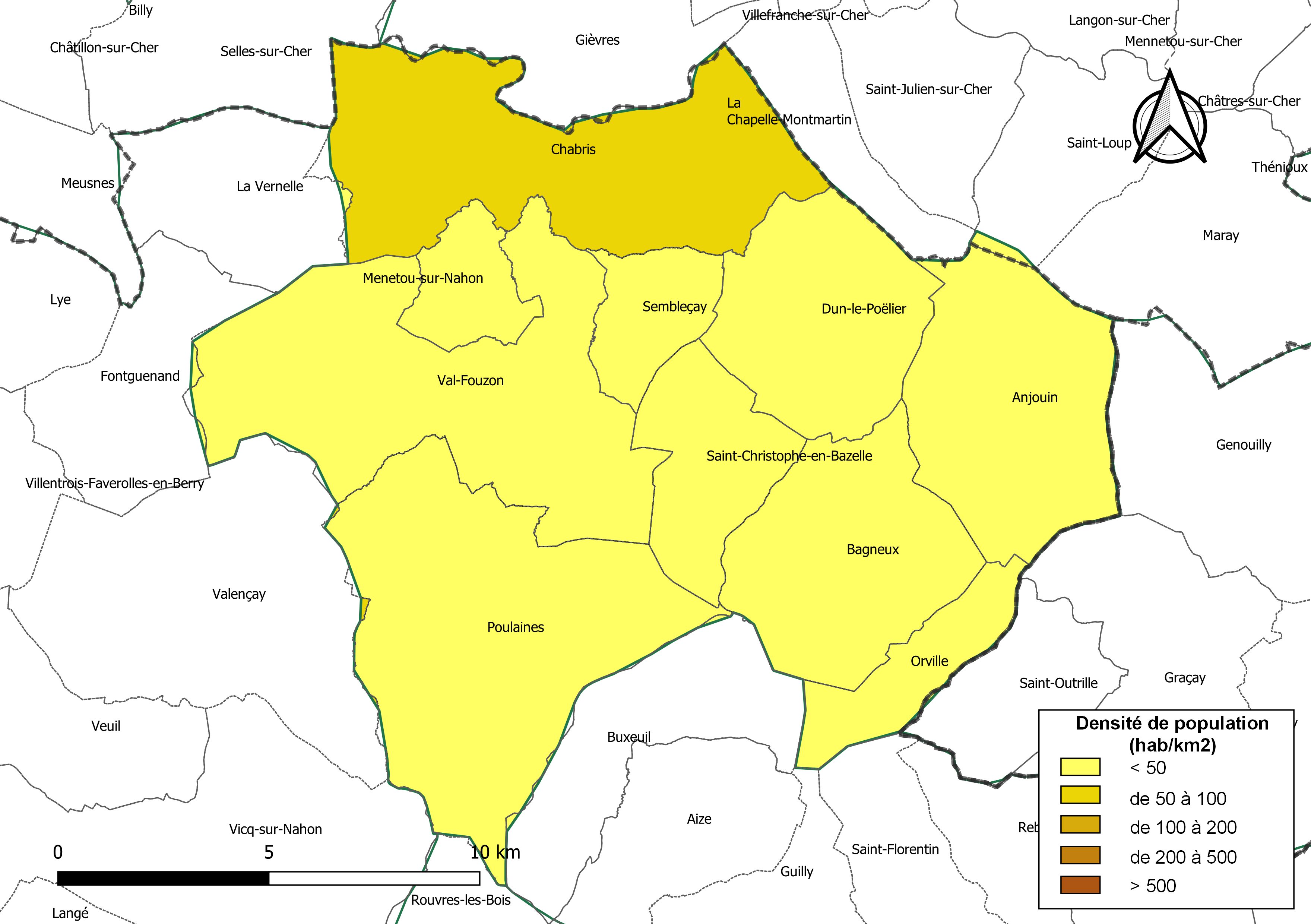
Carte des densités de population (millésimée 2016) des communes de la communauté de communes Chabris - Pays de Bazelle. Composition en communes au 1er janvier 2019.

La communauté de communes est composée des 10 communes suivantes :

| Nom                         | Code Insee | Gentilé      | Superficie (km2) | Population (dernière pop. légale) | Densité (hab./km2) |
| --------------------------- | ---------- | ------------ | ---------------- | --------------------------------- | ------------------ |
| Chabris (siège)             | 36034      | Chabriots    | 41,22            | 2 762 (2022)                      | 67                 |
| Anjouin                     | 36004      | Anjouinais   | 28,91            | 315 (2022)                        | 11                 |
| Bagneux                     | 36011      | Bagneuzéens  | 25,3             | 173 (2022)                        | 6,8                |
| Dun-le-Poëlier              | 36068      | Dunois       | 22,56            | 437 (2022)                        | 19                 |
| Menetou-sur-Nahon           | 36115      | Menetousiens | 6,98             | 143 (2022)                        | 20                 |
| Orville                     | 36147      | Orvillois    | 9,35             | 141 (2022)                        | 15                 |
| Poulaines                   | 36162      | Poulignots   | 46,32            | 816 (2022)                        | 18                 |
| Saint-Christophe-en-Bazelle | 36185      | Bazellais    | 13,94            | 353 (2022)                        | 25                 |
| Sembleçay                   | 36217      | Sembleçéens  | 8,08             | 101 (2022)                        | 12                 |
| Val-Fouzon                  | 36229      |              | 46,9             | 944 (2022)                        | 20                 |

### Démographie
| 1992  | 1999  | 2006  | 2012  | 2017  | - | - |
| ----- | ----- | ----- | ----- | ----- | - | - |
| 6 224 | 6 182 | 6 393 | 6 425 | 6 258 | - | - |

## Administration

### Siège
Le siège de la communauté de communes est à Chabris, 8 place Albert Boivin,.

### Les élus
La communauté de communes est gérée par un conseil communautaire composé de 27 membres représentant chacune des communes membres et élus pour une durée de six ans.
Ils sont répartis comme suit :
| Nombre de délégués | Communes                                                                             |
| ------------------ | ------------------------------------------------------------------------------------ |
| 1                  | Anjouin, Bagneux, Menetou-sur-Nahon, Orville, Saint-Christophe-en-Bazelle, Sembleçay |
| 2                  | Dun-le-Poëlier                                                                       |
| 3                  | Poulaines                                                                            |
| 5                  | Val-Fouzon                                                                           |
| 11                 | Chabris                                                                              |

### Présidence
Le conseil communautaire du 17 avril 2014 a élu son président, Philippe Jourdain (commission développement économique) et désigné ses cinq vice-présidents qui sont : 
1. Pierre Faucher (commission immobilier communautaire) ;
2. Mireille Duvoux (commission finances et ressources humaines) ;
3. Jean-Luc Prevost (commission voirie communautaire et ouvrages d'art) ;
4. Jean Bonnin (commission environnement et aménagement de l'espace) ;
5. Charles Gibault (commission communication et tourisme).

Ils forment ensemble l'exécutif de l'intercommunalité pour le mandat 2014-2020,,.
| Période          | Période       | Identité          | Étiquette | Qualité                           |
| ---------------- | ------------- | ----------------- | --------- | --------------------------------- |
| 15 décembre 1992 | 8 août 2013   | Serge Pinault,    | UMP       | Maire de Chabris                  |
| 8 août 2013      | 17 avril 2014 | Mireille Duvoux   | UMP       | Maire de Chabris                  |
| 17 avril 2014    | En cours      | Philippe Jourdain | UMP-LR    | Maire de Parpeçay puis Val-Fouzon |

### Compétences
L'intercommunalité exerce les compétences, qui lui ont été transférées par les communes membres, dans les conditions fixées par le code général des collectivités territoriales, comme :
- l'aménagement de l’espace communautaire, schéma de cohérence territoriale et schéma de secteur ;
- les zones d’aménagement concerté à vocation économique ou touristique ;
- la constitution de réserves foncières permettant le développement économique ou touristique ;
- la création, extension, aménagement, entretien et gestion de zones d’activités à vocation industrielle, commerciale, tertiaire et artisanale ;
- l'aide aux entreprises et interventions pour le maintien du dernier commerce par type d’activité et par commune en favorisant * l’implantation des « multiservices » ;
- la création, aménagement, entretien et gestion de zones d’activités à vocation touristique répondant aux critères de surface ou d’hébergement suivants : minimum 5 hectares ou 100 lits, à l’exclusion des campings, gîtes et HLL ;
- l'attribution d’aides aux associations qui conduisent dans le cadre de conventions avec la communauté de communes des actions en faveur du développement économique ou de la promotion touristique, (foires commerciales, conception et organisation d’expositions à caractère intercommunal), ou des études de développement économique ;
- la réalisation des infrastructures des réseaux de télécommunication à haut débit ;
- la création et gestion d’espaces multimédia ;
- l'adhésion à une mission locale (MILO) et soutien des actions mises en œuvre par cette structure ;
- la construction de voies nouvelles, travaux d’investissement et d’entretien sur les voies existantes ;
- la construction, aménagement, entretien et gestion de la piscine de Chabris ;
- la création, l’extension et l’entretien des locaux scolaires existant sur l’ensemble des communes du canton à l’exclusion du service des écoles ;
- la construction, l’entretien, et le fonctionnement de l’immobilier péri-scolaire existant (centres de loisirs, garderies, cantines) sur l’ensemble des communes du canton à l’exclusion de la gestion des services qu’abritent ces structures ;
- la protection et la mise en valeur de l’environnement : collecte, élimination et valorisation des déchets ménagers et/ou assimilés ;
- la gestion de la déchetterie cantonale ;
- la gestion des serres intercommunales ;
- l'animation du site Natura 2000 « plateaux de Chabris / La Chapelle Montmartin ».

### Régime fiscal et budget
La communauté de communes est un établissement public de coopération intercommunale (EPCI) à fiscalité propre. Elle est sous le régime de la fiscalité professionnelle unique.
L'établissement perçoit la dotation globale de fonctionnement (DGF), la dotation de solidarité communautaire  (DSC) et la redevance d'enlèvement des ordures ménagères (REOM). En revanche elle ne perçoit pas la taxe d'enlèvement des ordures ménagères (TEOM).
|                        | 2013         | 2013         | 2015         | 2016         | 2017         | 2018         |
| Budgets fonctionnement | 4 674 069 €  | 5 302 352 €  | 5 459 459 €  | 5 124 375 €  | 4 900 000 €  | 5 743 240 €  |
| Budgets investissement | 7 006 484 €  | 5 879 717 €  | 6 417 881 €  | 6 874 195 €  | 6 000 000 €  | 5 016 800 €  |
| Budgets total          | 11 680 553 € | 11 182 069 € | 11 877 340 € | 11 998 570 € | 10 900 000 € | 10 760 040 € |

### Identité visuelle
Logos successifs de la communauté de communes.

Le logo de 1992 à 2016.
Le logo à partir de 2017.